# Massif de la Vanoise

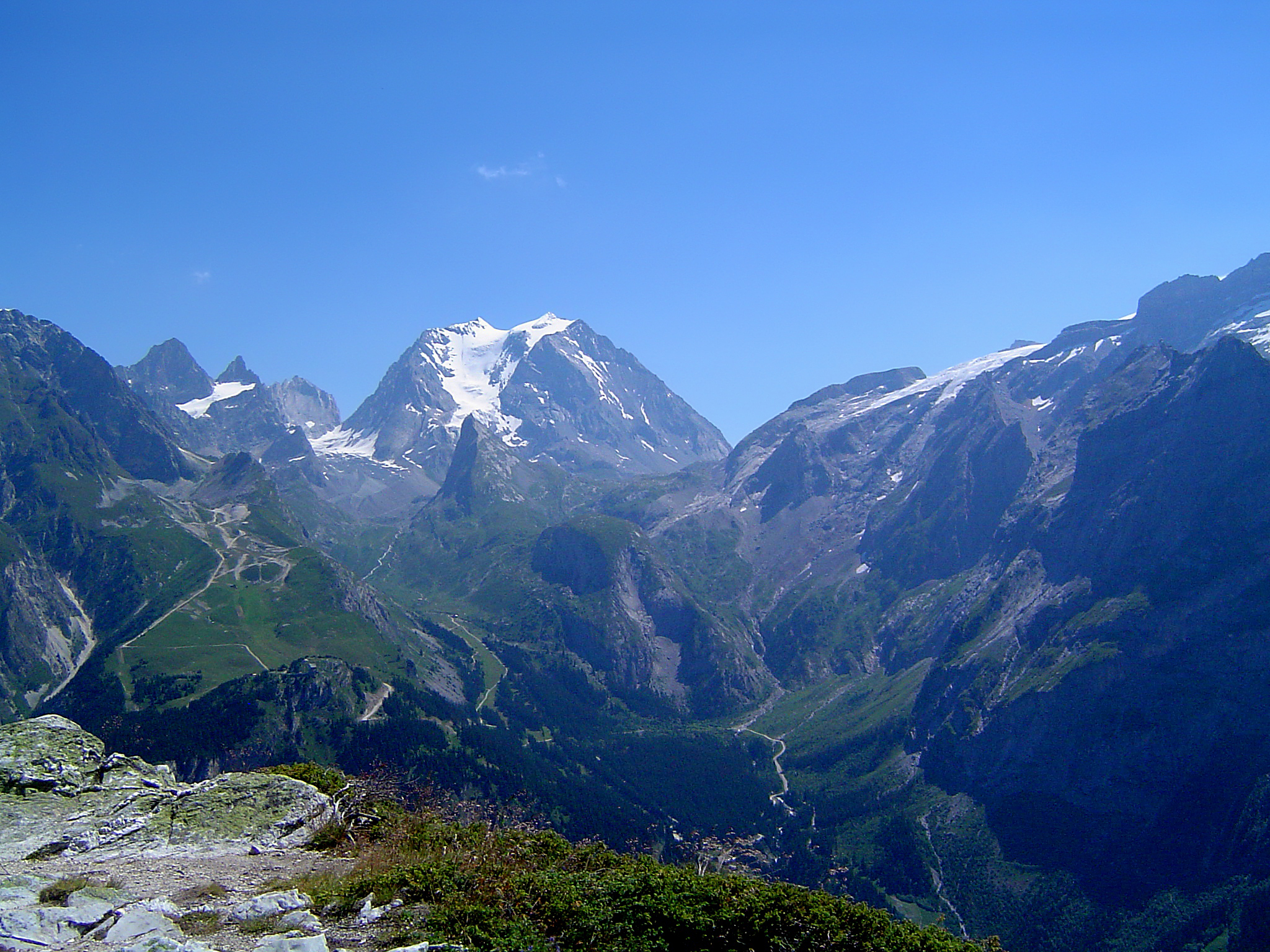
Grande Casse

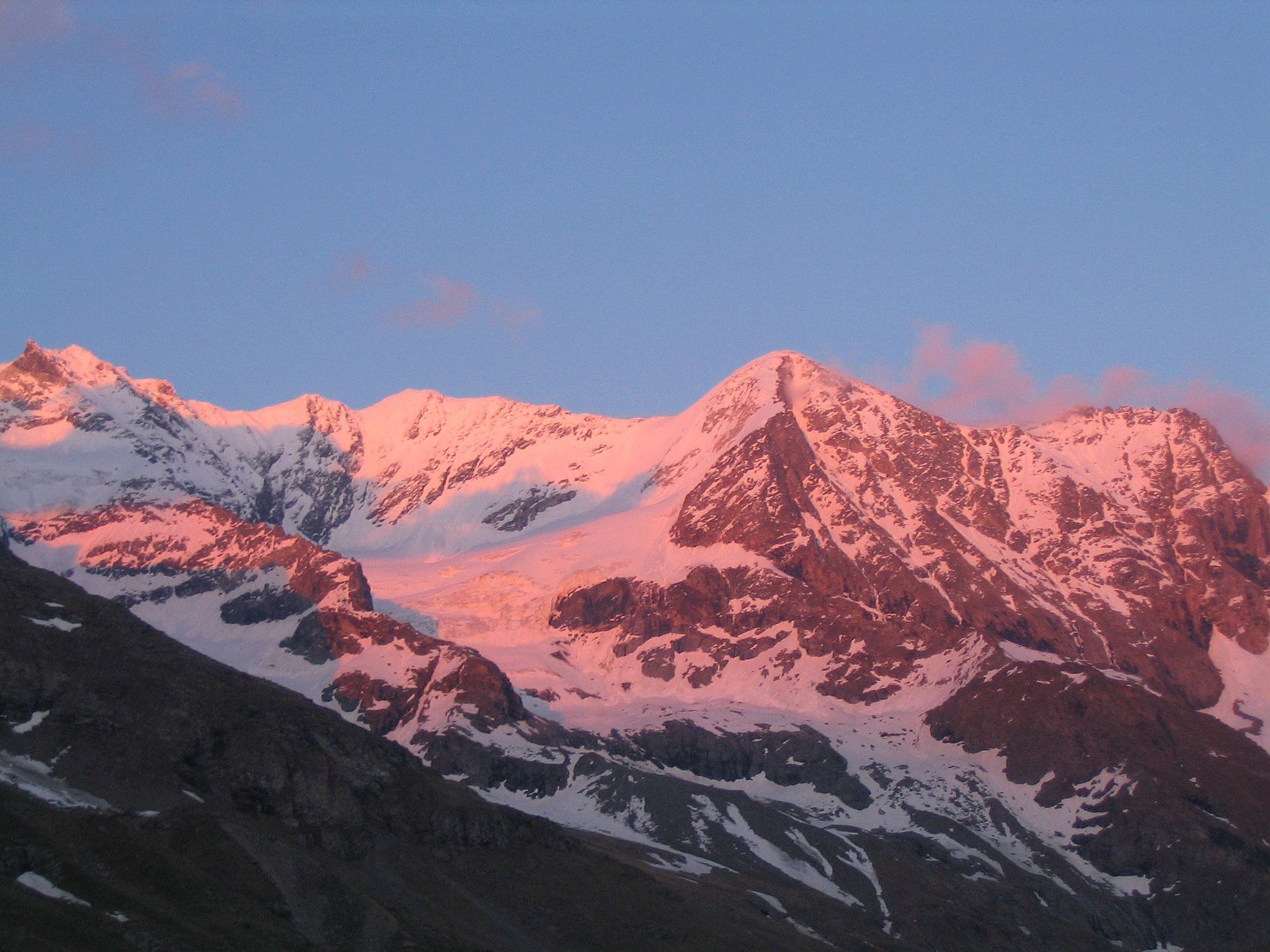
Dôme de la Sache

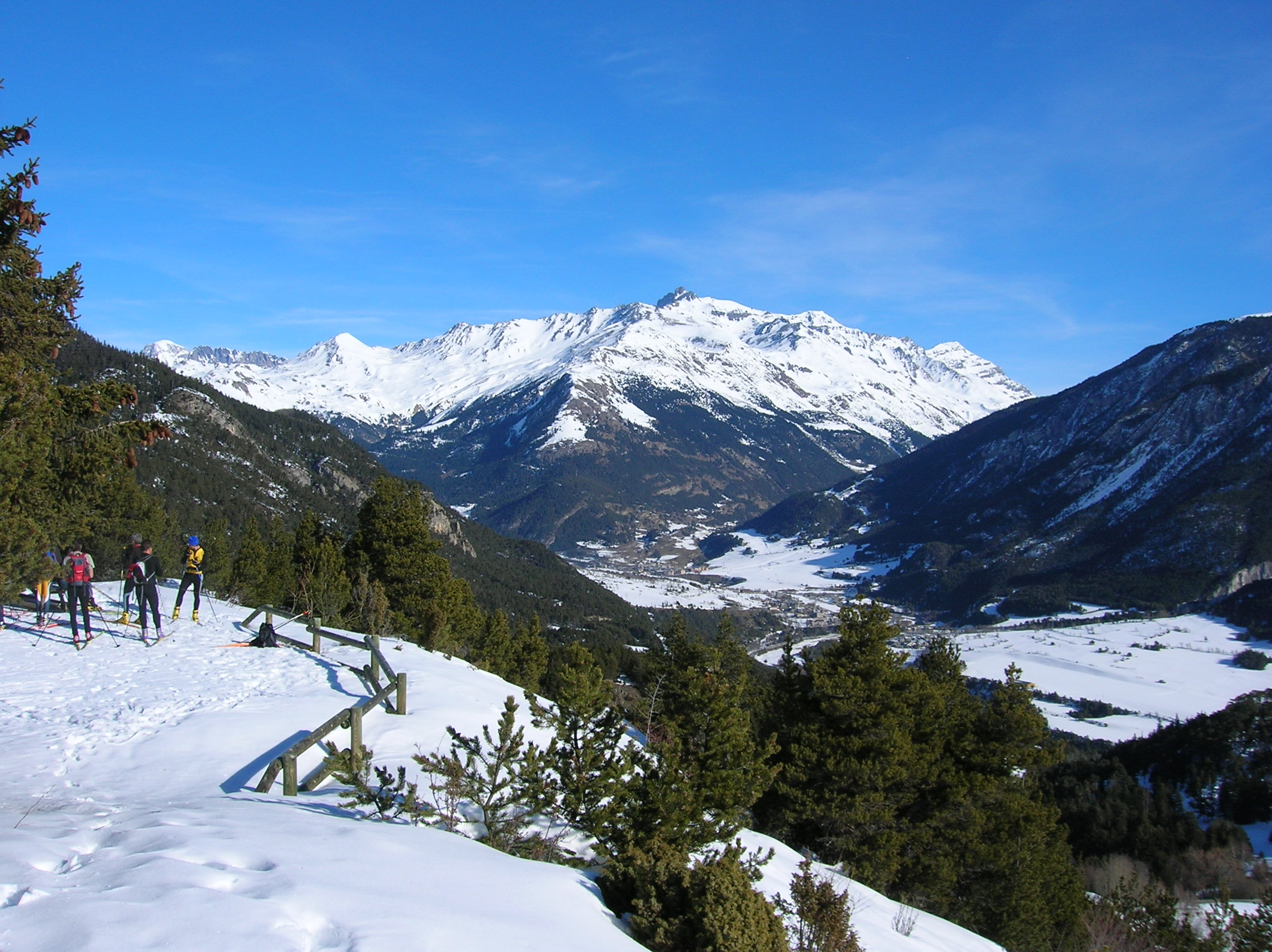
Grand Roc Noir

Massif de la Vanoise – grupa górska w Alpach francuskich. Jedne opracowania traktują ją jako zachodnią część Alp Graickich, inne wydzielają ją jako osobną grupę, oddzieloną od Alp Graickich siodłem przełęczy l’Iseran. Należy do Alp Zachodnich.
Granice grupy Vanoise stanowią: od północy i wschodu – rzeka Isère, od zachodu i południa – rzeka Arc (dopływ poprzedniej). Źródła obu rzek znajdują się w pobliżu wspomnianej wyżej przełęczy l’Iseran.
Najwyższe szczyty:
| - Grande Casse 3855 m, - Mont Pourri 3779 m - Dent Parrachée 3697 m, - Grande Motte 3653 m, - Mont Turia 3650 m, - Pointe de la Fournache 3639 m, - Dôme de la Sache 3601 m, - Dôme de l’Arpont 3599 m, - Dômes de la Vanoise 3586 m, - Grand Roc Noir 3582 m, - Dôme des Nants 3570 m, - Aiguille de Péclet 3561 m, - Aiguille de Polset 3531 m, - Mont de Gébroulaz 3511 m, - Dôme de Polset 3501 m, - Pointes du Châtelard 3479 m, - Dôme des Platières 3473 m, - Roc des Saints Pères 3470 m, - Pointe de la Sana 3436 m, - Pointe de l’Échelle 3432 m, | - Pointe du Bouchet 3420 m, - Aiguille du St-Esprit 3419 m, - Bellecôte 3417 m, - Grand Bec 3398 m, - Pointe du Vallonnet 3372 m, - Pointe Rénod 3368 m, - Dôme des Sonnailles 3361 m, - Pointe de Claret 3355 m, - Pointe de Méan Martin 3330 m, - Dôme des Pichères 3319 m, - Grand Roc 3316 m, - Roche Chevrière 3281 m, - Pointe de Thorens 3266 m, - Mont Pelve 3261 m, - Épaule du Bouchet 3250 m, - Pointe des Buffettes 3233 m, - Aiguille Rouge 3227 m, - Pointe de la Réchasse 3212 m, - Pointe du Dard 3206 m. |  |

Grupa Vanoise zbudowana jest z różnego rodzaju skał krystalicznych i metamorficznych.
Dzięki stosunkowo znacznej wysokości, korzystnemu ukształtowaniu terenu (rozległe, miernie skaliste i średnio nachylone stoki w piętrze hal) oraz sprzyjającym warunkom klimatycznym (obfitość śniegu i duże nasłonecznienie w zimie) grupa Vanoise jest największym we Francji skupiskiem ośrodków sportów zimowych, a zwłaszcza narciarstwa zjazdowego. Należą do nich Courchevel, La Plagne, Les Arcs, Méribel, Tignes, Val d’Isère i Val Thorens. W paśmie Vanoise leży Park Narodowy Vanoise.